# Salma bint Amr
Salmā bint ʿAmr (fl. V secolo) è stata una commerciante araba in età preislamica.
Fu la moglie di Hāshim b. ʿAbd Manāf, il bisnonno del profeta Maometto.

## Biografia
Salmā bint ʿAmr (in arabo سلمى بنت عمرﻭ‎?) apparteneva alla tribù araba dei Banu Khazraj di Yathrib e a un clan assai ricco e rispettato, quello degli ʿAmr ibn Najjār. Come non infrequentemente avveniva in età preislamica, Salmā era una commerciante che, come sarà per la prima moglie di Maometto, Khadija bint Khuwaylid, si occupava in proprio del commercio carovaniero che, a cadenze regolari, percorreva la direttrice nord-sud della Penisola araba, da e per la Siria e lo Yemen.

### Vita privata
Il coreiscita Hāshim b. ʿAbd Manāf era solito transitare ogni anno per Yathrib (poi Medina), visto che la via carovaniera più sicura era quella cosiddetta "dell'Hijaz", che correva parallela al Mar Rosso. Aveva l'abitudine di scambiare le sue mercanzie nel mercato chiamato Sūq al-Nabṭ (il mercato dei Nabatei, che effettivamente gestivano la tratta settentrionale del commercio transarabico, a partire da Madāʾin Ṣāliḥ). La sua attenzione si posò su Salmā che, per parte sua, fu attratta da quel giovane intraprendente, tanto che tra i due fu deciso di sottoscrivere un accordo matrimoniale.
Salmā non aveva bisogno di un tutore matrimoniale, dal momento che già aveva contratto in precedenza alcuni matrimoni a termine (in arabo ﻣﺘﻌـة‎?, mutʿa, ovvero nikāḥ al-mutʿa), mentre è esclusa la pratica del nikāḥ al-istibdāʾ (in arabo ﻧﻜﺎﺡ ﺍلاﺳﺘﺒﺪﺍء‎?): entrambi gli istituti resteranno in vigore anche nel primo periodo islamico. Le più tarde testimonianze arabe affermano che ella «prendeva chi voleva», poiché totale era la libertà di scelta delle donne, specie se abbienti. L'importanza sociale di Salmā era tale da imporre, come condizione per il matrimonio, che il marito restasse a Yathrib, anziché tornare con la moglie nella natia Mecca: segno questo più che probabile della residuale forza delle tradizioni matrimoniali uxorilocali. L'accordo pre-matrimoniale si realizzò, tanto che il loro figlio Shayba, detto ʿAbd al-Muṭṭalib - nato nel 497 - rimase con la madre a Yathrib fino all'età di 14 anni.
Uno dei precedenti coniugi di Salmā era stato Uḥayḥa ibn Julāḥ, dei Banū Jaḥjabā, branca del clan degli ʿAwsī, degli ʿAmr ibn ʿAwf, assai rinomato per il suo valore in combattimento e che possedeva una delle più grandi fortezze a Qubāʾ, nei sobborghi di Yathrib, chiamata Uṭum al-Diḥyān. Salmā ebbe due figli da lui, ʿAmr e Maʿbad. Secondo il Kitāb al-Aghānī, Salmā si separò da lui quando Uḥayḥa la preavvertì circa il suo imminente attacco contro la sua gente.
Un altro suo marito fu il suo parente Mālik ibn Adī dei Banu Najjar, da cui ebbe due figlie, Mulayka e Nuwwar. Un terzo marito fu Awf b. ʿAbd al-Awf b. ʿAbd b. Ḥārith ibn Zuhra, dal quale ebbe una figlia, Shifa bint Awf.